# 東京金融市場
東京金融市場（とうきょうきんゆうしじょう）とは、東京都中央区日本橋兜町を中心とした金融市場である。
この地区は、東京証券取引所(昭和24年東証誕生)の所在地である。2020年9月、イギリスのシンクタンクZ/Yenグループが発表する世界金融センター指数（Global Financial Centres Index, GFCI）によると、東京はニューヨーク、ロンドン、上海に次ぐ世界第4位の金融センターと評価されているが、それに引き続く香港、シンガポールと、激しい市場獲得競争を展開しており、2010年頃以降各年において順位の入れ替わりが見られる。また、中国経済の拡大に伴い、第3位の上海に加え第7位の北京などのプレゼンスの向上が目立つなど、アジアにおける相対的な地位の低下が見られる。